# Pelochyta arenacea
Pelochyta arenacea är en fjärilsart som beskrevs av William Schaus 1901. Pelochyta arenacea ingår i släktet Pelochyta och familjen björnspinnare. Inga underarter finns listade i Catalogue of Life.